# Osvaldo Morresi
Osvaldo Eduardo Morresi (San Pedro, Provincia de Buenos Aires; 15 de agosto de 1952-La Plata, Provincia de Buenos Aires; 27 de marzo de 1994), también conocido como El Pato Morresi, fue un piloto argentino de automovilismo. Desarrolló su carrera deportiva a nivel nacional compitiendo en categorías como Turismo Nacional y Turismo Carretera. Debutó en la Clase 2 del Turismo Nacional en 1974. Se consagró campeón de esa división en 1978 al comando de un Fiat 128 IAVA. Se inició en Turismo Carretera el 8 de abril de 1984 en una competencia para debutantes no ganadores en el Autódromo de Buenos Aires. Subió ocho veces al escalón más alto del podio de esa categoría; su primer triunfo fue el 4 de mayo de 1986 en el Circuito Semipermanente de Tandil. Esta victoria le colocó ganador número 140 del historial de pilotos ganadores del TC. A pesar de no haber obtenido un título en esa categoría, su constante participación como defensor de la marca Chevrolet le hizo ganar un lugar entre sus ídolos.
«El Pato» Morresi falleció el 27 de marzo de 1994 luego de un accidente sufrido mientras disputaba el «Gran Premio de La Plata» del Turismo Carretera en el circuito semipermanente de esa localidad por haber pisado un charco de aceite que hizo que su coche salga de la pista y se estrelle contra un talud. Su muerte fue el detonante por el que la ACTC resolvió suspender de manera definitiva las competencias en rutas nacionales, aunque esa medida recién se implementó en 1997, luego de que se dispute la carrera de Santa Teresita.
En su memoria se levantó un museo alegórico en la localidad de San Pedro, inaugurado el 16 de octubre de 1999. Allí se exhiben objetos usados durante su carrera deportiva, como sus trofeos y el último auto que usó, restaurado por amigos y seguidores.

## Biografía

### Vida personal
Osvaldo Morresi nació en la localidad de San Pedro en la Provincia de Buenos Aires, el 15 de agosto de 1952, en el hogar de Antonio Morresi y su esposa Enriqueta. De pequeño mostraría interés en el automovilismo, siendo jugador de carreras de autitos eléctricos. Su pasión de niño se trasladaría luego a la realidad, cuando en 1972 iniciaría su paso por el karting, actividad que abandonaría en 1974. En el año 1977 contraería matrimonio con Beatriz, con quien formaría una gran familia, teniendo a María Paula (n. 1977) y a Juan María (n. 1982).

### Carrera deportiva
Su carrera se iniciaría en el año 1972, incursionando en el ambiente del karting, donde compitiera hasta el año 1974. Ese año, sería convocado por el equipo de Víctor Guzzo, quien había adquirido un Fiat 128 IAVA cero kilómetro, para competir en la Clase B del Turismo Nacional. Su primera presentación, tuvo lugar en el año 1974, cuando se presentara a competir con el número 311 en el Gran Premio. Fue su debut en el automovilismo profesional.

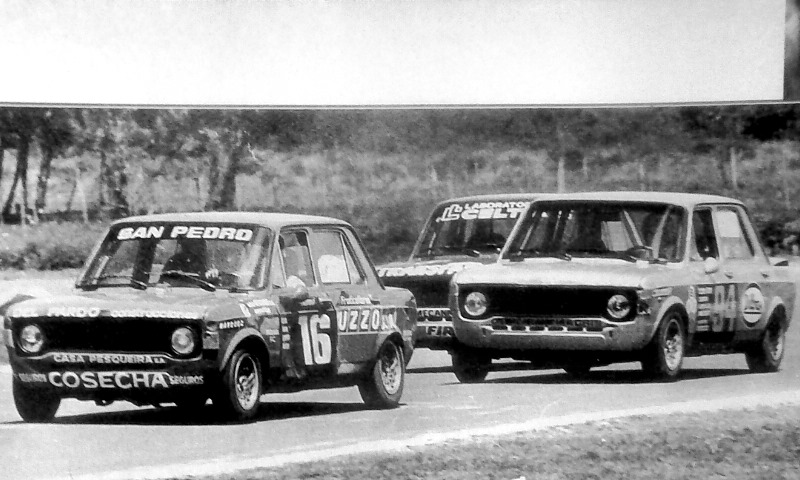
Morresi, Eduardo Mezza y Julio Pardo en 1978.

Sin embargo, su debut oficial se dio en diciembre del año 1975, cuando debutara en el Gran Premio de Mendoza del Turismo Nacional de Pista, siempre al comando de su Fiat 128. Fue debut con abandono. Sin embargo, nada detendría al joven Morresi, quien con la preparación de Rafael Balestrini en el motor y la atención de Mario Márquez en el chasis, participaría ininterrumpidamente hasta el año 1982. Su mejor año en este período, lo tuvo sin lugar a dudas en 1978, cuando luego de haber obtenido 4 victorias, conquistó su único título de automovilismo a nivel nacional. Ese año, se llevó las competencias de Buenos Aires, Bahía Blanca, Las Flores y la competencia de las 24 horas de Buenos Aires, compitiendo en dupla con Jorge Guiral. En total, disputó 49 competencias en el Turismo Nacional, con 4 victorias y 12 podios, entre 1975 y 1982.
Tras competir en esta categoría, vendría un parate de dos años, hasta que en 1984 le llegaría su oportunidad de debutar en la máxima categoría argentina, al ser convocado por el Equipo Supertap, al que llegara tras el retiro del Manuel Ayarza Garré en 1983. La cita fue el 8 de abril de 1984, en Buenos Aires, donde se disputó una competencia para pilotos debutantes y no ganadores. Por muy poco, perdió el triunfo frente a Gustavo Degliantoni, pero su segunda posición lo habilitaría a seguir compitiendo para el resto del año. Fue su debut en el Turismo Carretera.
Su primera carrera oficial dentro del TC, tuvo lugar en la fecha siguiente a su debut, el 29 de abril de 1984 en la Vuelta de Tandil, donde se presentaría nuevamente al comando del Chevrolet Chevy del equipo Supertap, registrando un abandono. Con el equipo Supertap, competiría en los años siguientes, hasta llegar al año 1986, donde el 4 de mayo de ese año, conseguiría el primero de sus 8 triunfos en el TC. Tal triunfo, lo conseguiría en el Circuito Semipermanente de Tandil, logrando también en esa temporada 3 podios, lo que lo terminaría de colocar en la pelea por el campeonato, del cual finalizaría en la cuarta colocación.

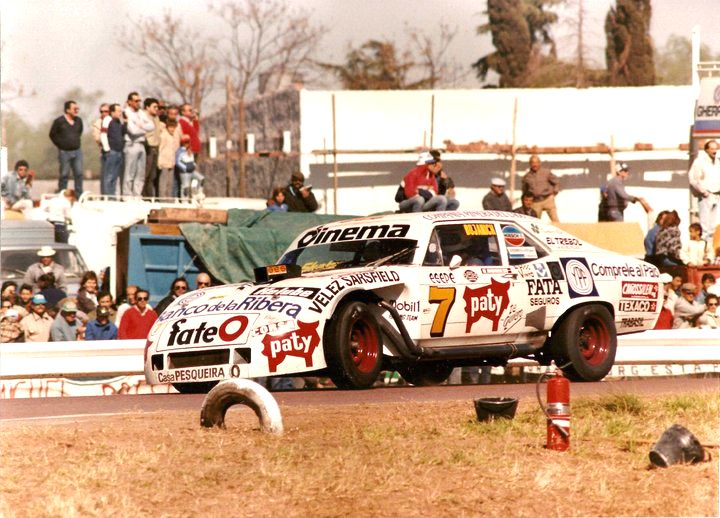
Morresi a bordo de su Chevy en 1989.

A pesar de haber culminado en la cuarta colocación, en 1987 cambiaría de aires al pasarse a la escudería de Emilio Satriano. Los resultados obtenidos no son del todo satisfactorios, por lo que en 1988 decide cambiar nuevamente de equipo, pasando a recibir la atención de Jorge Pedersoli y formando dupla nada más ni nada menos que con Roberto Mouras. A pesar de una leve mejoría en su performance, nuevamente apostaría al cambio en 1989 al adquirir los servicios de Omar Wilke. Bajo esta estructura, Morresi conseguiría estabilizarse, logrando cerrar el campeonato del '89 en la décima colocación.
En 1990 y siempre con Wilke en la atención de su unidad, Morresi comenzaría a forjar su figura dentro del TC, como constante candidato a la lucha por el cetro, logrando volver a la victoria el 20 de mayo de 1990, en el Autódromo Oscar Alfredo Gálvez, retornando al triunfo luego de 4 años. Ese año comenzaría a asomar peleando el título entre los grandes del TC de ese entonces, como Oscar Castellano y sus excompañeros Roberto Mouras y Emilio Satriano, campeón de esa temporada. Ese año comenzaría a identificarse dentro de la categoría, gracias a su recordada Chevy azul, auspiciada por la petrolera YPF.
En 1991, desarrollaría su mejor año en la categoría, al alcanzar 3 victorias en el año, dos en el Circuito Semipermanente de La Plata y la restante en la Zárate-Campana. Asimismo, enlazaría 6 podios, sin embargo todos estos resultados no alcanzarían para consagrarse, culminando el torneo en la tercera colocación, por detrás de Oscar Castellano y el eventual campeón Oscar Aventín.
En 1992, iniciaría su último año con la preparación de Wilke. A diferencia de otros años, esta vez no tuvo armas como para estar en la conversación por la corona, alcanzando el triunfo en el Autódromo de Allen y cosechando tres podios, que solo le alcanzarían para culminar en el décimo lugar. Este año sería un año negro, tanto para la marca Chevrolet como para sus seguidores, ya que el 22 de noviembre de 1992, durante la disputa de la competencia en el semipermanente de Lobos, perdería la vida en un brutal accidente Roberto Mouras, máximo referente de la marca y amigo de Morresi.
La muerte de Mouras calaría hondo en los hinchas, al punto tal de que Morresi tomaría definitivamente las riendas de la representación de la marca, para la temporada 1993. Como muestra de apoyo a Jorge Pedersoli, volvería a requerir de sus servicios para esta temporada, intentando alcanzar el objetivo que en su momento buscara Mouras y que quedara trunco a causa de su muerte. Antes de competir en el TC, este año formaría parte de una delegación argentina que compitiera en las 24 horas de Daytona, en los Estados Unidos. Allí, tomaría parte junto a un selecto grupo de pilotos integrado por Oscar Aventín, Juan Manuel Landa y Osvaldo López. La tripulación, al comando del Oldsmobile Cutlass número 23, consigue finalizar en la undécima colocación dentro de la clase GTS y en la 35 ubicación de la general, sobre 60 máquinas participantes. Volviendo al TC, ese año volvería a conquistar el triunfo en el Autódromo Oscar Alfredo Gálvez y volvería a conquistar el podio tres veces. Estos resultados le permitirían cerrar el campeonato en la quinta colocación. Una de las instancias vividas en esta temporada, tuvo que ver con el desarrollo de la competencia especial de las "2 horas de Buenos Aires", donde Morresi tendría la oportunidad de compartir la conducción de su unidad con Juan María Traverso, registrando como resultado final, el abandono de Morresi durante la segunda mitad de la competencia.
En 1994, ya con el 5 pintado en sus laterales, vuelve a renovar su pretensión de conquistar el título de TC, compitiendo en las dos primeras fechas, desarrolladas en el "Triángulo del Tuyú" y en el Autódromo Juan Manuel Fangio, obteniendo el segundo lugar en la segunda carrera. Esta sería la última vez que Osvaldo Morresi consiguiera en vida subir al podio, antes de su incursión en el Circuito Semipermanente de La Plata, el 27 de marzo de 1994.

### Muerte

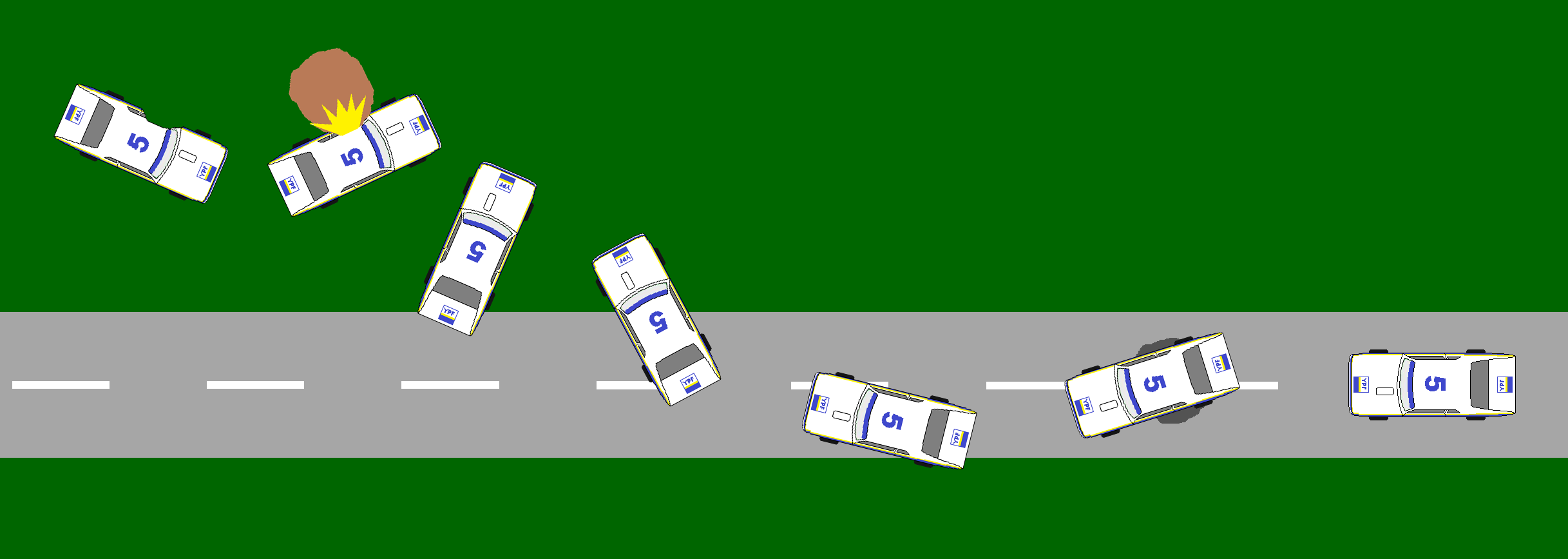
Recreación gráfica del fatal accidente de Osvaldo Morresi, ocurrido el 27 de marzo de 1994, en el Circuito Semipermanente de La Plata.

Tras haber abandonado en la primera fecha y haber subido al podio en la segunda, Morresi se prepararía para lo que sería el tercer compromiso del año 1994, a desarrollarse en el Circuito Semipermanente de La Plata. Morresi, venía de imponerse dos veces en ese escenario, por lo que se preparaba para buscar su tercer triunfo en el historial. En aquel 27 de marzo de 1994, las acciones del fin de semana se iniciaban con Morresi dominando en la Primera Serie, al comando de su Chevrolet, cerrando en el primer lugar al cabo de 6 giros, por delante de los Ford Falcon de Walter Hernández (2.º) y Fabián Acuña (3.º). Las restantes series fueron para Emilio Salvador Satriano y Eduardo Germán Ramos.
La competencia final, mostró a un sólido y contundente Morresi dominando las acciones, mientras que las emociones se vivían a sus espaldas, con el espectáculo que brindaban Hernández, Acuña y Ramos, batallando por el segundo lugar. En el cuarto giro, se produciría un fuerte despiste con vuelco incluido de Eduardo Ramos, sin consecuencias físicas para el piloto de Mechongué. Tras la reanudación, nuevamente Morresi imponía condiciones llegando al noveno giro, con casi 10 segundos de ventaja sobre Hernández, su eventual perseguidor.
Pero todo iba a quedar trunco en el giro siguiente, cuando a la entrada de la chicana número 5, una mancha de aceite provocaría que el Chevrolet Chevy número 5 se despiste súbitamente hacia la derecha, estampándose violentamente contra un talud de tierra. La potencia del impacto y la forma en que se produjo el mismo, hizo rememorar el terrible accidente que tuviera Roberto Mouras al finalizar el año 1992. Los servicios médicos alcanzarían a rescatar con vida a Morresi y su acompañante Jorge Marceca, pero poco pudieron hacer. En el camino al hospital de La Plata, Morresi sufriría dos paros cardíacos y se le detectaría una hemorragia interna en la cavidad toráxica. Sus chances se desvanecieron a las 15:55, falleciendo definitivamente a causa de un choque politraumático que afectó todo su cuerpo. Su copiloto Jorge Marceca, tampoco pudo salir victorioso, falleciendo dos días después. Para terminar de completar la escena, la competencia fue detenida con bandera roja y al igual que Mouras, el "Pato" fue declarado ganador post mortem, al tomarse el clasificador de la última vuelta antes de la desgracia.

### Su legado

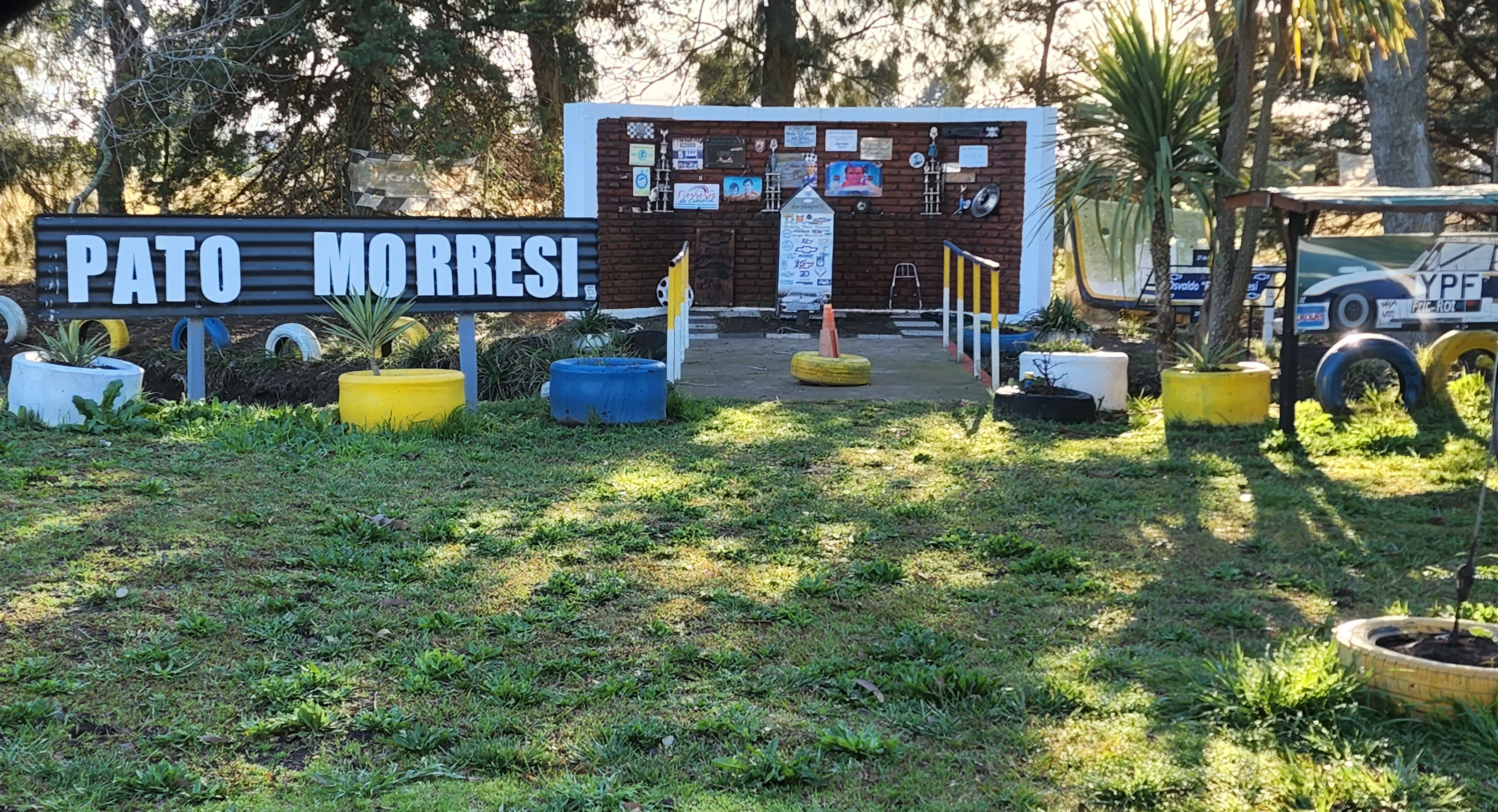
Monolito que recuerda el lugar del fatídico accidente del "Pato" Morresi

Gracias a su paso por el Turismo Carretera, Osvaldo Morresi se convertiría en una de sus figuras más destacadas, principalmente para la parcialidad de Chevrolet, marca que defendiera de forma exclusiva durante su paso por la categoría. Su presencia como animador de la categoría y como referente de la marca, fue motivo de homenajes por parte de sus seguidores, quienes en su memoria levantarían el "Museo de Osvaldo Morresi" en su San Pedro natal. Allí son exhibidos sus trofeos, fotos y elementos que utilizara durante su carrera deportiva, además del último vehículo que utilizó, el cual fuera restaurado por amigos y seguidores del piloto. Este museo, fue inaugurado el 16 de octubre de 1999.

## Trayectoria
| Año       | Categoría                                | Marca           |
| --------- | ---------------------------------------- | --------------- |
| 1972-1974 | Piloto de karts                          | Karting         |
| 1975      | Debut en la Clase B del Turismo Nacional | Fiat 128 IAVA   |
| 1976      | Clase B del Turismo Nacional             | Fiat 128 IAVA   |
| 1977      | Clase B del Turismo Nacional             | Fiat 128 IAVA   |
| 1978      | Campeón Clase B del Turismo Nacional     | Fiat 128 IAVA   |
| 1979      | Clase B del Turismo Nacional             | Fiat 128 IAVA   |
| 1980      | Clase B del Turismo Nacional             | Fiat 128 IAVA   |
| 1981      | Clase B del Turismo Nacional             | Fiat 128 IAVA   |
| 1982      | Clase B del Turismo Nacional             | Fiat 128 IAVA   |
| 1984      | Debut en Turismo Carretera               | Chevrolet Chevy |
| 1985      | Turismo Carretera                        | Chevrolet Chevy |
| 1986      | Turismo Carretera                        | Chevrolet Chevy |
| 1987      | Turismo Carretera                        | Chevrolet Chevy |
| 1988      | Turismo Carretera                        | Chevrolet Chevy |
| 1989      | Turismo Carretera                        | Chevrolet Chevy |
| 1990      | Turismo Carretera                        | Chevrolet Chevy |
| 1991      | Turismo Carretera                        | Chevrolet Chevy |
| 1992      | Turismo Carretera                        | Chevrolet Chevy |
| 1993      | Turismo Carretera                        | Chevrolet Chevy |
| 1994      | Turismo Carretera                        | Chevrolet Chevy |

- [9]

## Palmarés
| Título  | Categoría                    | Modelo        | Año  |
| ------- | ---------------------------- | ------------- | ---- |
| Campeón | Clase B del Turismo Nacional | Fiat 128 IAVA | 1978 |

### Victorias en el TC
| #       | Fecha                    | Prueba                     | Automóvil       | Promedio |
| ------- | ------------------------ | -------------------------- | --------------- | -------- |
| 1       | 04 de mayo de 1986       | Vuelta de Tandil           | Chevrolet Chevy | 183,896  |
| 2       | 20 de mayo de 1990       | Autódromo de Buenos Aires  | Chevrolet Chevy | 175,199  |
| 3       | 17 de marzo de 1991      | Semipermanente de La Plata | Chevrolet Chevy | 156,297  |
| 4       | 07 de julio de 1991      | Semipermanente de La Plata | Chevrolet Chevy | 163,954  |
| 5       | 22 de septiembre de 1991 | Zárate -Campana            | Chevrolet Chevy | 159.140  |
| 6       | 19 de abril de 1992      | Autódromo de Allen         | Chevrolet Chevy | 139,487  |
| 7       | 18 de abril de 1993      | Autódromo de Buenos Aires  | Chevrolet Chevy | 175,917  |
| 8       | 27 de marzo de 1994      | Semipermanente de La Plata | Chevrolet Chevy | 154,662  |
| Fuente: |                          |                            |                 |          |